# Емоция
Емоция (на латински: emoveo – „вълнувам се“) е понятие, изразяващо психичното състояние на индивида, повлияно от различни субекти и обстоятелства. Това състояние може да бъде както положително (възторг, радост), така и отрицателно (покруса, скръб), но също така и състояние на безразличие (апатия). Емоцията е процес свързан с вътрешни състояния на организма и има външна наблюдаема страна.
Понятието емоция се използва като синоним на чувство в ежедневието, но от гледна точка на психологията се различава от него. Емоцията е високо интензитетно състояние, на силна краткотрайна възбуда, временно и краткотрайно психическо състояние, а чувството може да бъде продължително, дълготрайно психично субективно-оценъчно отношение към определен обект. Преносно „емоция“ означава дори качество на човек, подобно на „емоционалност“.
Учените Джеймс и Ланге развиват теория, според която емоционалното преживяване е предимно резултат от промени в тялото. Функционалисти като Нико Фрейда и Арминду Фреиташ-Магаляеш твърдят, че емоциите са еволюирали със специфични функции – например, да предпазят човека.

## Характеристики

### Валентност (тон)
Всички емоции се характеризират с валентност или тон, това означава, че могат да са или положителни (стенически, на старогръцки: σθένος), или отрицателни (астенически, на старогръцки: ἀσθένεια). Количеството на отделните видове отрицателни емоции превишава количеството на положителните емоции няколко пъти. Положителните дават на човек енергия и подсилват неговата воля, докато отрицателните отслабват волята и снижават активността.

### Интензивност
Емоциите могат да се различават и по интензивност, наречена още сила. Колкото по-силна е емоцията, толкова по-силно е физиологическото проявление. На интензивността на емоцията във всеки конкретен случай влияят обикновено много фактори. Едни такива фактори са пълноценността и цялостността на централната нервна система и вегетативната нервна система. При хора с нарушения и повреждания на гръбначния мозък се наблюдава снижение на интензивността.

## Класификация на емоциите

### Основни емоции
Осемте основни емоции са:
- Радост – положителна емоция, свързана с вътрешно задоволство, приповдигнато настроение, екзалтация, вълнение и възбуда
- Страх – негативна емоция, свързана с чувство за заплаха, тревожност
- Гняв – негативна емоция, може да бъде от слабо раздразнение до силна ярост
- Тъга – отрицателна емоция, свързана с ниски нива на ентусиазъм, униние
- Любов – положителна емоция или чувство на привързаност, грижа, привличане и симпатия
- Отвращение – отрицателна емоция, която се асоциира с нещо нечисто, негодно, или противно
- Изненада – емоция, която може да бъде както отрицателна, така и положителна и е резултат от преживяването на нещо неочаквано
- Презрение – негативна емоция, интензивно чувство на антипатия, отвращение или враждебност към нещо или някой

Има основни и комплексни категории, като някои основни емоции могат да бъдат съчетани по някакъв начин за да се образуват сложни емоции. В един от моделите, биха могли да възникнат сложни емоции от културно кондициониране или асоциация, или в съчетание с основните емоции. Алтернативно, аналогично на начина, по който основните цветове се съчетават, основните емоции могат да се слеят така че да формират пълния спектър на човешкото емоционално преживяване. Например гняв и отвращение могат да се слеят преминавайки в презрение.
Робърт Плутчик предлага триизмерен модел, който описва отношенията между емоциите. Този модел е подобен на цветовото колело. Вертикалното измерение представлява интензивност, а кръгът представлява степента на сходство между емоциите. Според него има осем първични (основни) емоции, подредени като четири двойки противоположности. Някои други твърдят, че съществуват мета-емоции, които са всъщност емоции за емоциите.
Някои теоретици (например, Клаус Шерер, 2005) поставят емоциите в по-общата категория на „афективни състояния“, където афективни състояния могат да включват и емоции, свързани с явления като удоволствие и болка, глад или любопитство, настроения, нагласи и черти.
Нервните корелати на омразата са били изследвани с процедурата магнитен резонанс. В този експеримент са сканирани мозъците на хората, докато преглеждат снимки на хора, които мразят. Резултатите показват повишена активност в отделни части на човешкия мозък. Изследователите заключават, че има специфичен модел на разпределение на мозъчната дейност, което се случва, когато хората изпитват омраза.

## Еволюционна психология
Перспективи на емоции от еволюционната теория започват в края на XIX век с Чарлз Дарвин и книгата „Изразяване на емоциите при човека и животните“. Първоначалната теза на Дарвин е, че емоциите еволюират чрез естествен подбор и поради това имат транс-културно универсални части. Освен това животните са подложени на емоции, сравними с нашите собствени.
В началото на 1970 г., Пол Екман и колегите му започват научни изследвания, които предполагат, че много от емоциите са универсални. Той намира доказателства, че хората имат най-малко пет основни емоции: страх, тъга, щастие, гняв и отвращение. Други изследвания в тази област се фокусират върху физическите прояви на емоциите, включително на езика на тялото на животните и човека. Възникват социални емоции, които мотивират социалното поведение. Гордост и срам например могат да определят мястото на един индивид в обществото.

## Мимични проявления
Мимиката е универсален способ за проявление на емоциите между хората в зависимост от расовата и социална принадлежност. Центърът на разпознаване на емоциите е разположен в дясното полукълбо на главния мозък и е различно от мястото за разпознаване на лицето. Мимиките се извършват рефлекторно, но в отделни случаи това става и съзнателно и преднамерено.
Съществува название емоционално зареждане, което означава, че ако един индивид прояви някаква емоция, то това предизвиква сходни емоции в останалите. Този ефект е много добре наблюдаван в тълпа. Характерен е и за животните, особено в стада.

## Теории

### Теория на Джеймс-Ланге
Теорията на Джеймс-Ланге е свързана с хипотезата за произхода и природата на емоциите. Тя е развита от двама учени от XIX век Уилям Джеймс и Карл Ланге. Според нея, в човека като отговор на преживяванията в света автономната нервна система създава физиологични процеси като мускулно напрежение, ускоряване на пулса, потене и сухота в устата. Емоциите в този ред на мисли, са чувства, които се появяват по скоро като резултат от тези физиологични промени, отколкото като тяхна причина. Джеймс и Ланге достигат до тази теория независимо един от друг. В наше време теорията не се приема почти от никого. Тя е оспорвана през 1920-те от психолози като Уолтър Кенън и Филип Бард, според които физиологичните промени са следствие на емоциите.

### Теория на Кенън-Бард
Според теорията на Кенън-Бард се предполага, че хората чувстват емоции първо и после действат съответно. Тези действия включват промени в мускулното напрежение, потене, ускоряване на пулса или друга подобна реакция. Теорията е формулирана като отговор на теорията на Джеймс-Ланге за емоцията в края на XIX век. Последната предлага, че емоцията е резултат от реакцията на нечие възприятие или телесни промени.

### Двуфакторна теория на емоциите
Двуфакторната теория на емоциите или също така наречена теория на Шахтер-Сингър разглежда емоциите на човек като функция два фактора: физиологични и когнитивни. Когнициите са използвани, за да обяснят значението на физиологичните реакции на външни събития.
Стенли Шахтер и Джеръм Сингър през 1962 година инжектират 184 студенти с един от два типа инжекции: адреналин (също наричан епинефрин) или плацебо. На студентите е казано, че им се дава инжекция с ново лекарство наречено супероксин, за да се види тяхното зрение. Адреналиновата инжекция предизвиква редица ефекти, включително повишено кръвно налягане, учестено дишане и повишен кръвен поток към мускулите и мозъка. Инжекцията с физиологичен разтвор няма такива ефекти. Теорията на Шахтер-Сингър произлиза от тези изследвания и открития и формира основата на двуфакторната теория на емоциите.